# Caso Joanna Marcenal
Caso Joanna é como ficou conhecida no Brasil a morte da criança Joanna Cardoso Marcenal Marins, de cinco anos, ocorrida a 13 de agosto de 2010, após supostos maus-tratos e o atendimento criminoso por um falso médico em um hospital do Rio de Janeiro. Joanna morreu após 26 dias em coma. O caso envolve ainda o questionamento da interferência indevida do corporativismo e de abuso de poder por membros do Poder Judiciário.

## Antecedentes
Joanna Marins nasceu em 20 de outubro de 2004, após um curto relacionamento entre seus pais, que se conheceram em 2003, numa igreja evangélica que frequentavam. Seu pai a registrou, mas não ia visitá-la, de modo que a mãe, Cristiane Marcenal Ferraz, ingressou com uma ação de pensão alimentícia com regulamentação de visitas junto à 1ª Vara da Família da cidade de Nova Iguaçu.
Apesar de regulamentadas as visitações paternas, André Marins, técnico do Poder Judiciário, cumpria de modo intermitente o direito até que, em outubro de 2007, após ficar com o pai, Joanna retornou apresentando sinais de maus-tratos. Foi, então, prestada uma queixa na 52ª Delegacia de Polícia de Nova Iguaçu, e feitos exames pelo Instituto Médico Legal daquela cidade - mas a investigação policial simplesmente não avançou, sendo mais tarde pedido o seu arquivamento, decisão revertida mais tarde pelo então Procurador-geral de Justiça do estado, Cláudio Lopes, que determinou o andamento do inquérito policial.

### "Sabe com quem está falando?"

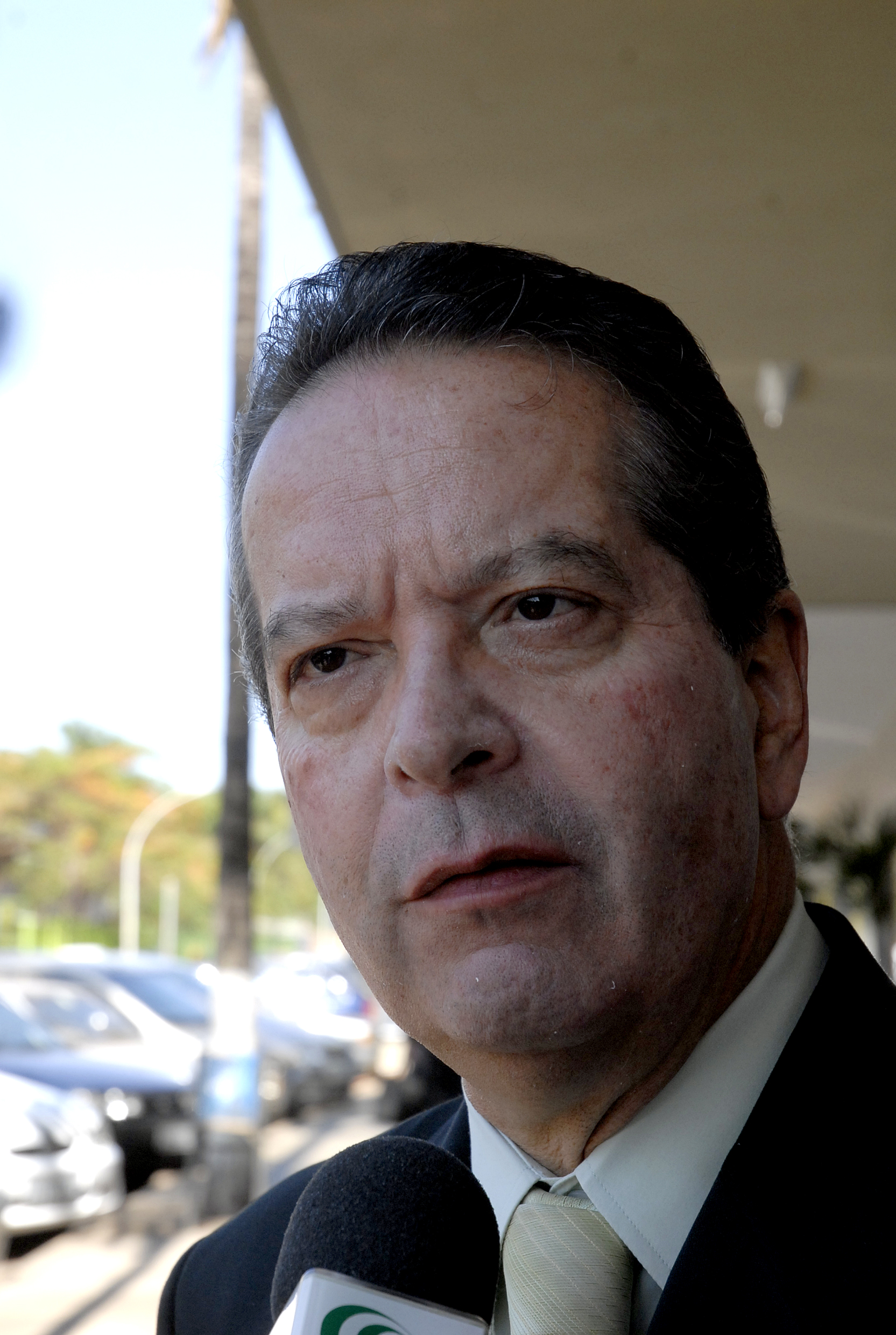
O ex-Procurador Geral Biscaia: ele e a mulher, Maria Helena, intercederam em favor de André Marins.(Antônio Cruz/Abr).

Na ocasião em que ocorrera o episódio da agressão, André ficou com Joanna além do tempo judicalmente determinado. Em face deste descumprimento, foi expedido um mandado de busca e apreensão da menor. Ao cumpri-lo, o oficial de justiça foi interpelado por telefone pelo ex-deputado e ex-Procurador Geral de Justiça do estado do Rio de Janeiro, Antônio Carlos Biscaia que, conforme relatado na certidão emitida pelo oficial, lhe dissera: "Você sabe com quem está falando? Você sabe que está agindo errado, fora do horário forense?". O ex-Procurador nega ter usado essas palavras. 

### Reversão da guarda
Em dezembro de 2009 André reaparece atrás da filha, após mais de dois anos sem visitá-la, acompanhado de policiais. Joanna e a mãe tinham viajado, de forma que não foram encontradas. Em janeiro de 2010 Cristiane é intimada ao fórum de Nova Iguaçu, para ser ouvida por uma psicóloga, onde teria sido destratada pela perita e prestando queixa junto à Corregedoria local. Apenas a mãe foi ouvida pela perita, ao passo que pelo lado paterno foram entrevistados, além de André, a sua esposa e seus pais. Como resultado, a psicóloga emitiu um laudo que recomendava a inversão da guarda.
Durante esta última disputa, Cristiane mudou-se para São Paulo, passando a morar em Campos do Jordão; avisou o pai da menina por telegrama, que retornou e foi juntado aos autos do processo para comprovar a tentativa de comunicação. Naquela cidade André visitou a filha em duas ocasiões.
No dia 26 de maio de 2010 André Marins obteve a reversão da guarda de Joanna, sob uma suposta "alienação parental". Cristiane foi impedida, na decisão, de até mesmo visitar a própria filha.

## Atendimento médico criminoso
Joanna, apresentando um quadro de convulsões e com hematomas nas pernas e sinais de queimaduras nas nádegas e costas, foi levada pelo pai ao hospital RioMar, na capital fluminense, onde o falso médico Alex Sandro da Cunha Silva, na verdade quintanista do curso de medicina da Universidade do Grande Rio, ministrou-lhe medicamentos anticonvulsivos controlados e dera-lhe alta ainda desacordada, no dia 17 de julho de 2010.
Alex havia sido contratado pela coordenadora do setor pediátrico do hospital, a médica Sarita Fernandes Pereira. Após a morte da criança, a farsa foi descoberta e a prisão de ambos foi decretada; a médica Sarita foi presa e o falso médico evadiu-se, escapando à prisão, sendo o inquérito sobre a morte de Joanna levado a termo na Delegacia da Criança e do Adolescente Vítima, que também investiga a tortura e maus-tratos.
No dia 14 de setembro Alex foi expulso da faculdade. Antes de sua fuga declarou que havia sido contratado pela Drª Sarita, cuja clínica particular era contratada pelo Hospital RioMar, e ainda que a mesma médica havia falsificado os documentos necessários para que ele atuasse como médico, inclusive fornecendo-lhe o carimbo em nome de outro profissional, com uso falso da inscrição junto ao Conselho Regional de Medicina-RJ (Cremerj).
No dia 12 de agosto, o Cremerj abriu uma sindicância para apurar a atuação da médica Sarita. A dupla responde criminalmente, além do homicídio, pelos crimes de falsidade ideológica, falsidade material, tráfico de drogas e, finalmente, pelo exercício ilegal da medicina.
Como consequência direta do Caso Joanna, a entidade classista médica do Rio de Janeiro passou a disponibilizar em seu website uma seção com as fotografias de seus filiados, a fim de que falsos profissionais sejam mais facilmente identificados. Outros casos de falsos médicos haviam ocorrido, antes, no estado do Rio, mas foi somente em 10 de setembro de 2010 que a medida foi anunciada.
Segundo a denúncia oferecida pelo Ministério Público, mais tarde, a madrasta de Joanna, Vanessa Maia, teria se apresentado no hospital, quando da primeira internação da menina, com nome falso.

## Coma e morte
Depois da liberação de alta indevida do hospital RioMar, Joanna foi levada para o Hospital das Clínicas, em Jacarepaguá e dali, já no estado comatoso, para a clínica Amiu, na Zona Sul, onde deu entrada em 19 de julho.
Em julho, Cristiane recebeu em Campos do Jordão, um telefonema de alguém que se apresentara como amigo de André Marins, informando-lhe de que Joanna estava doente e que deveria vê-la. Esta fala com o próprio André, que diz "Sua filha está morrendo, venha.".
Quando chega ao hospital onde Joanna estava internada, Cristiane encontra os avós paternos da menina e também a promotora de justiça, Maria Helena Rodrigues Biscaia, esposa de Antônio Carlos Biscaia. André não estava lá, e a partir daquele momento não mais retorna pois quando tentara fazê-lo fora impedido pelos parentes de Cristiane. Durante esses novos fatos a juíza Cláudia Nascimento Vieira, da 5ª Vara da Família de Nova Iguaçu retorna a guarda da menina para mãe.
No dia 13 de agosto de 2010, Joanna vem a óbito, segundo o hospital após sofrer uma parada cardíaca. Seu corpo é enviado ao IML para a perícia e liberado para sepultamento no dia seguinte.
O laudo da morte confirmou os maus-tratos sofridos por Joanna, e apontou como causa mortis uma meningite provocada por vírus.

## O enterro
Joanna foi sepultada no cemitério Jardim da Saudade, na cidade de Mesquita. Durante seu velório a madrasta Vanessa Maia provocou uma confusão ao tentar se aproximar, sendo repelida pelos parentes maternos da vítima, sob vaias e gritos que pediam justiça para o caso, além de chamarem-na de "assassina" e "bruxa".
André Marins não compareceu ao sepultamento da filha, que foi acompanhado por cerca de 300 pessoas. A família usava uma camiseta com a foto da menina e os dizeres "Joanna, nós te amamos".

## Comprovação da tortura
Após uma investigação de 3 meses, a Delegacia da Criança e do Adolescente Vítima (DCAV) constatou que o pai de Joanna submetia a filha a maus-tratos e tortura. A prática foi atestada por laudo do IML, bem como pelo depoimento de uma ex-babá de Joanna, que fora contratada por André, e que testemunhara ter visto a criança com mãos e pés amarrados com fita colante, no chão, em meio a fezes e urina.
Após a revelação, André Marins confirmou que submeteu a filha a este tratamento, "sob orientação da psicóloga" a quem teria levado a filha, porque Joanna teria um sono agitado e convulsões. No dia 8 de outubro a psicóloga  Lilian Araújo Paiva, que atendera Joanna, negou publicamente no programa televisivo Mais Você ter prescrito tal orientação, apenas dito que poderia ser usada uma luva para evitar o auto-ferimento.
O delegado da DCAV, Luiz Henrique Marques Pereira, ouviu em torno de 50 testemunhas, antes de encaminhar o inquérito ao Ministério Público para que oferecesse a denúncia.

## Denúncias e julgamento
No dia 25 de outubro de 2010 a promotora Ana Lúcia Melo ofereceu denúncia, acolhida pela Justiça, contra André Marins e sua mulher Vanessa, pelos crimes de tortura e homicídio qualificado pelo uso de meio cruel.
André foi preso por determinação do juiz Guilherme Schilling, do 3º Tribunal do Júri, e transferido para a penitenciária Bangu 8, porém ficou apenas cinco meses preso, sendo solto em março de 2011. A madrasta restou livre, embora também responda pelos crimes por também ter ficado com a guarda da vítima e ter domínio da situação.
Já no processo contra a médica Sarita Fernandes, acusada pelo homicídio doloso e outros delitos, como falsificação de documentos e exercício ilegal da profissão, a ré teve até outubro de 2010, três pedidos de liberdade negados pelo Tribunal de Justiça do Rio de Janeiro, respondendo presa aos processos derivados da morte de Joanna.